# Le Grand Restaurant
Le Grand restaurant is een Franse film uit 1966 geregisseerd door Jacques Besnard met in de hoofdrollen onder anderen Louis de Funès en Bernard Blier.
Deze komedie was een van de succesrijkste Franse films in Frankrijk in 1966.

## Verhaal
Monsieur Septime is eigenaar van het beroemde sterrenrestaurant "Chez Septime" in Parijs. Hij behandelt zijn klanten als koningen en blijft respectvol als deze uiterst lastig zijn.  Dit in groot contrast met zijn personeel dat hij afblaft bij het minste foutje dat ze maken. Septime zijn leven verandert drastisch wanneer meneer Novalès, het staatshoofd van een Zuid-Amerikaans land, verdwijnt tijdens een diner in het restaurant. Septime wordt al snel hoofdverdachte in een ingewikkelde zaak.

## Controversiële scene
Op zeker ogenblik vragen de klanten, "(een Fransman, Italiaan en Duitser)", aan Septime hoe hij zijn aardappelpuree maakt. Daarop start een schimmenspel waarin Louis de Funès de pose en stem aanneemt van Adolf Hitler.

## Rolverdeling
| Acteur               | Personage        | Opmerking                               |
| -------------------- | ---------------- | --------------------------------------- |
| Louis de Funès       | monsieur Septime | eigenaar van het "Grand Restaurant"     |
| Bernard Blier        |                  | commissaris van de plaatselijke politie |
| Maria-Rosa Rodriguez | Sophia           | secretaresse van president Novalès      |
| Paul Préboist        |                  | sommelier                               |
| Venantino Venantini  | Enrique          |                                         |
| Folco Lulli          | M. Novalès       | president van een Zuid-Amerikaans land  |
| Noël Roquevert       |                  | minister                                |
| Raoul Delfosse       | Marcel           | chef-kok                                |
| Pierre Tornade       |                  | maître d'hôtel                          |
| Guy Grosso           |                  | kelner                                  |
| Michel Modo          |                  | kelner                                  |
| Robert Destain       |                  | baron                                   |
| France Rumilly       |                  | barones                                 |
| Robert Dalban        |                  | Franse samenzweerder                    |